# Sa'id
Sa'id (in alfabeto arabo: سعيد, traslitterato anche Saeed) è un nome proprio di persona arabo maschile.

## Varianti
- Femminili: سعيدة (Sa'ida)[1]

### Varianti in altre lingue
- Azero: Səid[1]
- Bosniaco: Sead[1], Sejad[1]
- Maldiviano: ސަޢީދު (Saeed)[1]
- Persiana: سعید (Saeed, Saeid)[1]
- Turco: Sait[1]
- Urdu: سعید (Saeed)[1]
- Lingue dell'Africa occidentale influenzate dal francese: Seydou[1]

## Origine e diffusione
Riprende un vocabolo arabo che significa "felice", "fortunato", "benedetto", dalla stessa radice da cui deriva anche Suad; è quindi analogo per significato ai nomi Fortunato, Iqbal, Bakhtiar, Fatmir ed Eutichio. Questo nome venne portato da Sa'id ibn Jubayr, uno dei "Seguaci" del profeta Maometto.

## Persone
- Sa'id al-Andalusi, storico, astronomo e matematico arabo
- Sa'id bin Ahmad, sultano di Mascate
- Sa'id bin Sultan, sultano di Mascate e Oman
- Sa'id bin Taymur dell'Oman, sultano di Mascate e Oman
- Sa'id I bin Butti, emiro di Dubai
- Sa'id II bin Maktum bin Hasher Al Maktum, emiro di Dubai
- Sa'id Pascià, politico egiziano

### Variante Saeed
- Saeed Al-Owairan, calciatore saudita
- Saeed Al Sulaiti, pilota motociclistico qatariota
- Saeed Jaffrey, attore indiano naturalizzato britannico
- Saeed Roustayi, regista e sceneggiatore iraniano

### Altre varianti
- Seydou Doumbia, calciatore ivoriano
- Sait Faik, scrittore turco
- Sead Hakšabanović, calciatore svedese naturalizzato montenegrino
- Seydou Keita, calciatore maliano
- Sead Kolašinac, calciatore bosniaco
- Saeid Mollaei, judoka iraniano naturalizzato mongolo
- Sejad Salihović, calciatore e allenatore di calcio bosniaco